# Höra hemma
Höra hemma, (fullständig titel: Utdrag ur Höra hemma: en ganska sann historia), ISBN 91-631-5013-1, från 2004 är Jannika Ojedas debutbok. Den är en liten bok om att finna sig till rätta och säkra sin identitet i ett nytt land. Historien handlar om att känna sig som utlänning, att bli hemma utomlands och om att bli främling i hemlandet.